# Kaplica św. Katarzyny w Toruniu (klasztorna)
Kaplica św. Katarzyny – kaplica klasztorna, która znajdowała się w prawobrzeżnej części miasta, na terenie Zespołu Staromiejskiego, na obecnym placu Dominikańskim. Rozebrana w 1824 roku.
Kaplicę zbudowano między XIV a XV wiekiem. Była jednonawowa, bez wieży z prezbiterium. Zniszczona w 1414 roku i odbudowana. Ponownie zniszczona w 1656 roku i odbudowana. Rozbudowana na przełomie XVII i XVIII wieku. Rozebrano ją w 1824 roku i pozostała po niej tylko ściana.